# ノドジロコクイナ
ノドジロコクイナ(喉白小水鶏、学名：Laterallus melanophaius) は、ツル目クイナ科に分類される鳥類の一種である。別名ノドジロコビトクイナとも呼ばれる。

## 分布
コロンビア東南部からブラジル北西部にかけてと、アルゼンチン北部までの地域に分布する。

## 形態
体長14-18cm。体の上面は暗いオリーブ色がかった褐色で、顔は灰色をおびている。頸や上胸の側面は赤みをおびた褐色である。喉から上胸にかけては白色（これが和名の由来となっている）だが、体の下部に近づくにつれて赤みをおびる。体の側面と脇は黒色で白色の横縞がはいる。虹彩は明るい赤色、嘴は黒褐色で、脚はオリーブ色がかった褐色である。

## 生態
森林や湿地に生息する。
飼育下では昆虫類や植物の種子を食べる。

## 亜種
以下の2亜種に分類される。
- Laterallus melanophaius melanophaius

基亜種。ベネズエラ、ガイアナからボリビア東部、アルゼンチン北部に分布する。
- Laterallus melanophaius oenops

コロンビア東南部からエクアドル東部、ペルー東部、ブラジル北西部に分布する。